# Tonego '65
Tonego '65 is een Nederlandse basketbalclub uit Haaksbergen, provincie Overijssel. 
Tonego werd in 1965 opgericht. De vereniging speelt haar thuiswedstrijden in Sporthal De Els. Het tenue bestaat uit een rood shirt met een witte bies en een rood broekje met een witte bies. 
Onder de naam Hatrans Haaksbergen speelde de herenafdeling van de basketbalclub vanaf het seizoen 1975 tot 1989 als professionele basketbalclub in de eredivisie. Toen het herenteam een stap terug deed in 1989 kwamen de dames opzetten. Met sponsornamen als Mess Press en later Texim werd in 1990 de eredivisie gehaald. In 1993, 1994 en 1995 werd de club Nederlands kampioenschap basketbal. Na het wegvallen van de sponsors moest ook de damesafdeling een stap terug doen.

## Sponsornamen
- (1979-1984): Hatrans
- (1984-1986): Permalens
- (1986-1988): Hatrans
- (1988-1991): Mess Press
- (1991-1994): Texim

## Oud-spelers
- Sandra van Embricqs
- Linda Moll
- Margreet Vischer